# (4253) Märker
(4253) Märker – planetoida z pasa głównego asteroid okrążająca Słońce w ciągu 4 lat i 89 dni w średniej odległości 2,62 j.a. Została odkryta 11 października 1985 roku w Obserwatorium Palomar przez Carolyn Shoemaker. Nazwa planetoidy pochodzi od Wolfganga Märkera, dyrektora fabryki cementu w Harburg, który zajmował się badaniami krateru uderzeniowego Ries na skraju którego leży fabryka. Przed jej nadaniem planetoida nosiła oznaczenie tymczasowe (4253) 1985 TN3.